# 紀元前719年
紀元前719年（きげんぜん719ねん）は、西暦（ローマ暦）による年。紀元前1世紀の共和政ローマ末期以降の古代ローマにおいては、ローマ建国紀元35年として知られていた。紀年法として西暦（キリスト紀元）がヨーロッパで広く普及した中世時代初期以降、この年は紀元前719年と表記されるのが一般的となった。

## 他の紀年法
- 干支 : 壬戌
- 中国
  - 周 - 桓王元年
  - 魯 - 隠公4年
  - 斉 - 釐公12年
  - 晋 - 鄂侯5年
  - 秦 - 文公47年
  - 楚 - 武王22年
  - 宋 - 殤公元年
  - 衛 - 桓公16年
  - 陳 - 桓公26年
  - 蔡 - 宣侯31年
  - 曹 - 桓公38年
  - 鄭 - 荘公25年
  - 燕 - 繆侯10年
- 朝鮮
  - 檀紀1615年
- ユダヤ暦 : 3042年 - 3043年

## できごと

### 中国
- 莒軍が杞を攻撃し、牟婁を奪った。
- 衛の州吁が桓公を殺害し、自ら国君として立った。
- 魯の隠公と宋の殤公が清で会合した。
- 宋・陳・蔡・衛の連合軍が鄭を攻撃した。
- 宋・陳・蔡・衛・魯の連合軍が鄭を攻撃した。
- 衛の州吁と石厚が陳で捕らえられた。衛から右宰の丑が派遣されて、州吁は濮で殺害された。
- 衛の公子晋が邢から迎えられ、国君として擁立された。これが衛の宣公である。

## 死去
- 衛の桓公
- 衛の州吁